# Карлскирхе
„Карлскирхе“ (на немски: Karlskirche) e католическа църква във Виена, Австрия.
Разположена е в южния край на площад „Карлсплац“ на 1200 метра южно от центъра на града и е посветена на кардинал Карло Боромео, един от ръководителите на Контрареформацията. Построена е през 1716 – 1737 година и е смятана за една от най-величествените сгради в града и образец на бароковата архитектура.